# 林川崇
林川 崇（はやしかわ たかし、1978年 - ）は、日本のピアニスト。東京藝術大学音楽学部作曲科卒業。

## 経歴
19世紀後半から20世紀前半にかけて活躍したピアニストたちの演奏に造詣が深く、特にウラディーミル・ホロヴィッツなどに代表されるような「譜面の残っていないピアニスト本人による編曲作品」の採譜を行い、実際に楽譜が出版されるなど注目を集めている。